# Anneau du Géant (Belfast)
Pour les articles homonymes, voir Anneau et Géant.
L'Anneau du Géant (en anglais : the Giant's Ring) est un henge, ou enceinte néolithique, situé à Ballynahatty, près de Shaw's Bridge (Belfast), en Irlande du Nord.

## Description
L'Anneau du Géant est composé d'un talus circulaire d'environ 3,5 m de hauteur et 190 m de diamètre, entourant une aire intérieure de 2,8 ha, et comportant cinq entrées positionnées irrégulièrement, dont trois sont peut-être d'origine. A l'intérieur de l'enceinte se trouve un petit dolmen légèrement décentré.

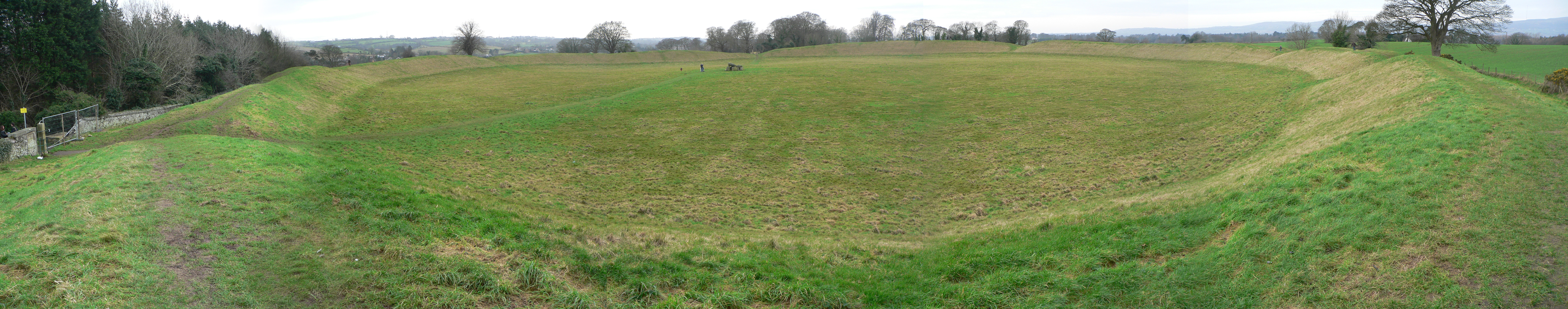
Vue panoramique du site

## Datation
On estime la date de construction du dolmen à environ 3000 av. J.-C. et celle du talus à environ 2700 av. J.-C., c'est-à-dire en plein Néolithique.